# Farmersville (Kalifornija)
Farmersville je grad u američkoj saveznoj državi Kalifornija. Prema popisu stanovništva iz 2010. u njemu je živjelo 10.588 stanovnika.